# Університет Париж-Сакле
Університет Париж-Сакле — французький державний університет, заснований 2015 року. Розташований у місті Жиф-сюр-Іветт та околицях.
В університеті навчається билзько 48 000 студентів. 
З жовтня 2023 року університет є партнером IPSA з подвійних дипломів з аерокосмічної галузі.